# サタスペ!
『サタスペ!』は、2009年4月4日から9月26日まで、テレビ朝日で毎週土曜日の19:00 - 20:54（JST）に放送された単発特別番組枠の冠タイトルである。

## 概要
2009年4月改編により、当枠を新設（単発枠を再開）することになった。土曜日での単発枠は『ドスペ!』以来2年ぶりとなり、テレビ朝日系列での単発枠は、ABCと交互に制作した『サンデーデラックス』以来1年3か月ぶりとなる。
20時台でレギュラー放送していた『国分太一・美輪明宏・江原啓之のオーラの泉』も当枠で月1回のペースで放送されるほか、同じく19時台でレギュラー放送していた『勉強してきましたクイズ ガリベン!』のスピンオフ企画『昭和歌謡クイズ みんなの懐うた』も不定期に放送される。
どの企画においても、番組冒頭5秒間「サタスペ!」と画面左上にロゴが表示され、「字幕」などの案内テロップが送出される。番組ロゴは案内テロップ同様、放送時に送出されている（本編VTR内のテロップではない）ため、再放送（及びテレビ朝日系列のない地域の民放での時差放送）が行われる時に放送枠名である「サタスペ!」が表示されないよう配慮されている。
半年間放送されてきたが、11月からは19時台と20時台に新番組がスタートするため、9月26日で終了することになった。
（これは10月期期首特番終了後もスポーツ編成により19時台・20時台が埋まってしまうため。）
同番組の終了以降、2022年4月現在に至るまで、テレビ朝日系列の19 - 20時台における単発枠は設置されていない。

## 放送番組
月1回定期放送の国分太一・美輪明宏・江原啓之のオーラの泉を除く。
- 4月4日 - 特捜!まさかのルール
司会：中山秀征、柳原可奈子
- 4月25日 - 節約エコレシピ名人 芸能界No.1決定戦
司会：角澤照治（テレビ朝日アナウンサー）、堂真理子（テレビ朝日アナウンサー）
- 5月2日 - 祝!両陛下ご成婚50年 美智子さまが築いた家族愛〜愛子さまと悠仁さまとすべて見せます感動名場面〜
- 5月9日 - お宝映像満載!昭和歌謡クイズ!! みんなの懐うた
- 5月16日 - 1万人が選んだ懐かし 男の子アニメ20vs女の子アニメ20 もう一度見たい名場面全部見せますスペシャル
- 5月23日 - こんなスクープ見たことナイ!世界マル秘特ダネ映像大放出スペシャル
- 6月6日 - 緊急追跡!あの有名人チェンジ人生マル秘50連発
- 6月13日 - 初夏の風に揺られ…名湯三人旅 絶景源泉&美味名宿めぐり
- 6月20日 - 美空ひばり 旅立ちから20年 不死鳥 輝きは永遠に 初公開!24年前の秘蔵フイルム
- 8月1日 - 神様に選ばれた試合〜いま甦る真夏の名勝負
ナレーター：高橋克典、宮迫博之（雨上がり決死隊）、夏八木勲　他
- 8月22日 - 絶対にあきらめない!医療最前線“生還への道”
ストーリーテラー: 津川雅彦
- 8月29日 - スクープ決定的瞬間!事件の現場マル秘潜入スペシャル
解説：大澤孝征
- 9月5日 - 心に残るニッポンの歌
- 9月12日 - 史上最強の動物図鑑 動物モットモ!!委員会
  - 司会：ネプチューン、進行：小川彩佳（テレビ朝日アナウンサー）
- 9月26日 - 島田紳助の想い出オークション（最終回）

## ネット局
| 放送対象地域  | 放送局           | 系列           | 備考   |
| ------------- | ---------------- | -------------- | ------ |
| 関東広域圏    | テレビ朝日       | テレビ朝日系列 | 制作局 |
| 北海道        | 北海道テレビ     | テレビ朝日系列 |        |
| 青森県        | 青森朝日放送     | テレビ朝日系列 |        |
| 岩手県        | 岩手朝日テレビ   | テレビ朝日系列 |        |
| 宮城県        | 東日本放送       | テレビ朝日系列 |        |
| 秋田県        | 秋田朝日放送     | テレビ朝日系列 |        |
| 山形県        | 山形テレビ       | テレビ朝日系列 |        |
| 福島県        | 福島放送         | テレビ朝日系列 |        |
| 新潟県        | 新潟テレビ21     | テレビ朝日系列 |        |
| 長野県        | 長野朝日放送     | テレビ朝日系列 |        |
| 静岡県        | 静岡朝日テレビ   | テレビ朝日系列 |        |
| 石川県        | 北陸朝日放送     | テレビ朝日系列 |        |
| 中京広域圏    | 名古屋テレビ     | テレビ朝日系列 |        |
| 近畿広域圏    | 朝日放送         | テレビ朝日系列 |        |
| 広島県        | 広島ホームテレビ | テレビ朝日系列 |        |
| 山口県        | 山口朝日放送     | テレビ朝日系列 |        |
| 香川県 岡山県 | 瀬戸内海放送     | テレビ朝日系列 |        |
| 愛媛県        | 愛媛朝日テレビ   | テレビ朝日系列 |        |
| 福岡県        | 九州朝日放送     | テレビ朝日系列 |        |
| 長崎県        | 長崎文化放送     | テレビ朝日系列 |        |
| 熊本県        | 熊本朝日放送     | テレビ朝日系列 |        |
| 大分県        | 大分朝日放送     | テレビ朝日系列 |        |
| 鹿児島県      | 鹿児島放送       | テレビ朝日系列 |        |
| 沖縄県        | 琉球朝日放送     | テレビ朝日系列 |        |